# Céramique de corde sèche

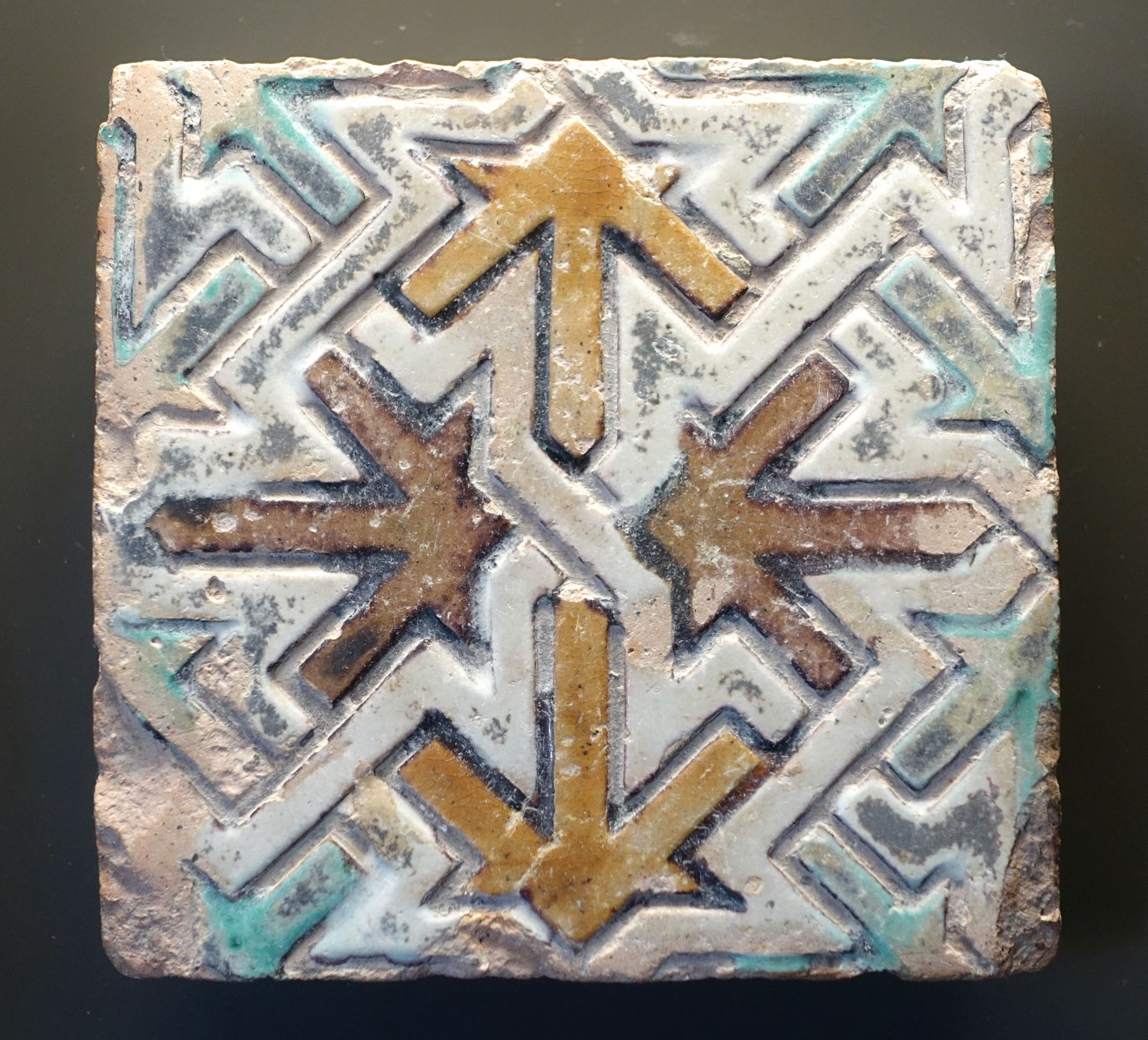
Azulejo du XII au XIII, confectionné en Andalousie avec la technique de corde sèche fendue.

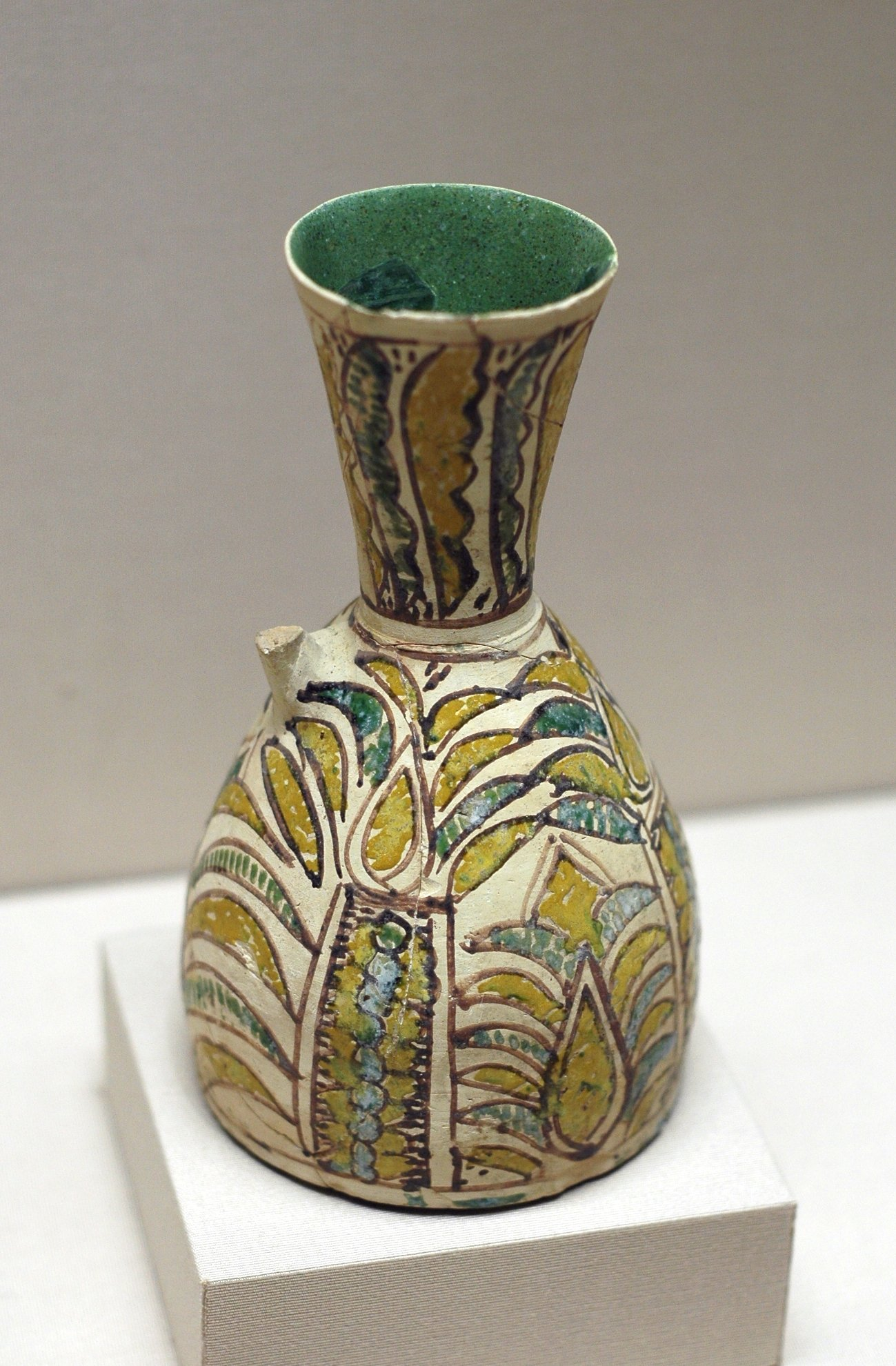
Pichet du palmier (IXe siècle) exposée au Louvre, réalisée avec la technique de corde sèche plate.

La technique de la corde sèche ou cuerda seca est un procédé utilisé pour décorer la céramique, essentiellement le lustre des azulejos. Elle apparaît durant la seconde partie du Xe siècle dans le califat de Cordoue et se développe jusqu'à l'apparition de la technique des azulejos de cuenca y arista au XIVe siècle. Les deux techniques ne doivent pas être confondues, il s'agit de procédés différents,.

## Procédé
On trace un dessin au pinceau avec un mélange de matière grasse et d'oxyde de manganèse, puis, dans les espaces délimités, on applique les couleurs qui produisent le décor. Le premier trait de pinceau évite que les couleurs appliquées par la suite se mélangent. Au sein de la technique existent au moins trois variantes: la corde sèche plate qu'est la plus habituelle, corde sèche fendue et corde sèche de renfort. Pour les azulejos, cette technique a eu pour successeurs la technique des azulejos de cuenca y arista au XIVe siècle,.

## Histoire
Les techniques de céramiques lustrées trouvent leurs racines en Mésopotamie et en Égypte et furent diffusée par la conquête arabe. Les productions les plus proches de la corde sèche se trouvent à Suse (Iran). Elles sont datées des VIIIe et IXe siècles et font partie des céramique islamique du site de Suse.
La technique de la céramique de corde sèche est connue depuis l'époque Omeyyade, et pleinement développée en Al-Andalus durant la califat de Cordoue au Xe siècle, et fut employée dans la céramique andalouse. Son développement dans la péninsule Ibérique se produisit au sein de la culture morisque et l'art mudéjar à l'époque des Rois Catholiques mêlant l'influence islamique avec le gothique-renaissance,.
La corde sèche coexistait avec deux autres techniques de céramiques lustrée postérieures : la sgraffite et l'estampille, qui se sont généralisées pendant la période Almohades. Elles finirent par être substituées en grande partie par technique de Cuenca y arista qui leur est postérieure. Dans le Nord de l'Afrique, le meilleur exemple de décoration à base de corde sèche comme élément d'architecture est la Zawiya de Sidi Qasim Jelizi en Tunisie.

## Techniques et variétés

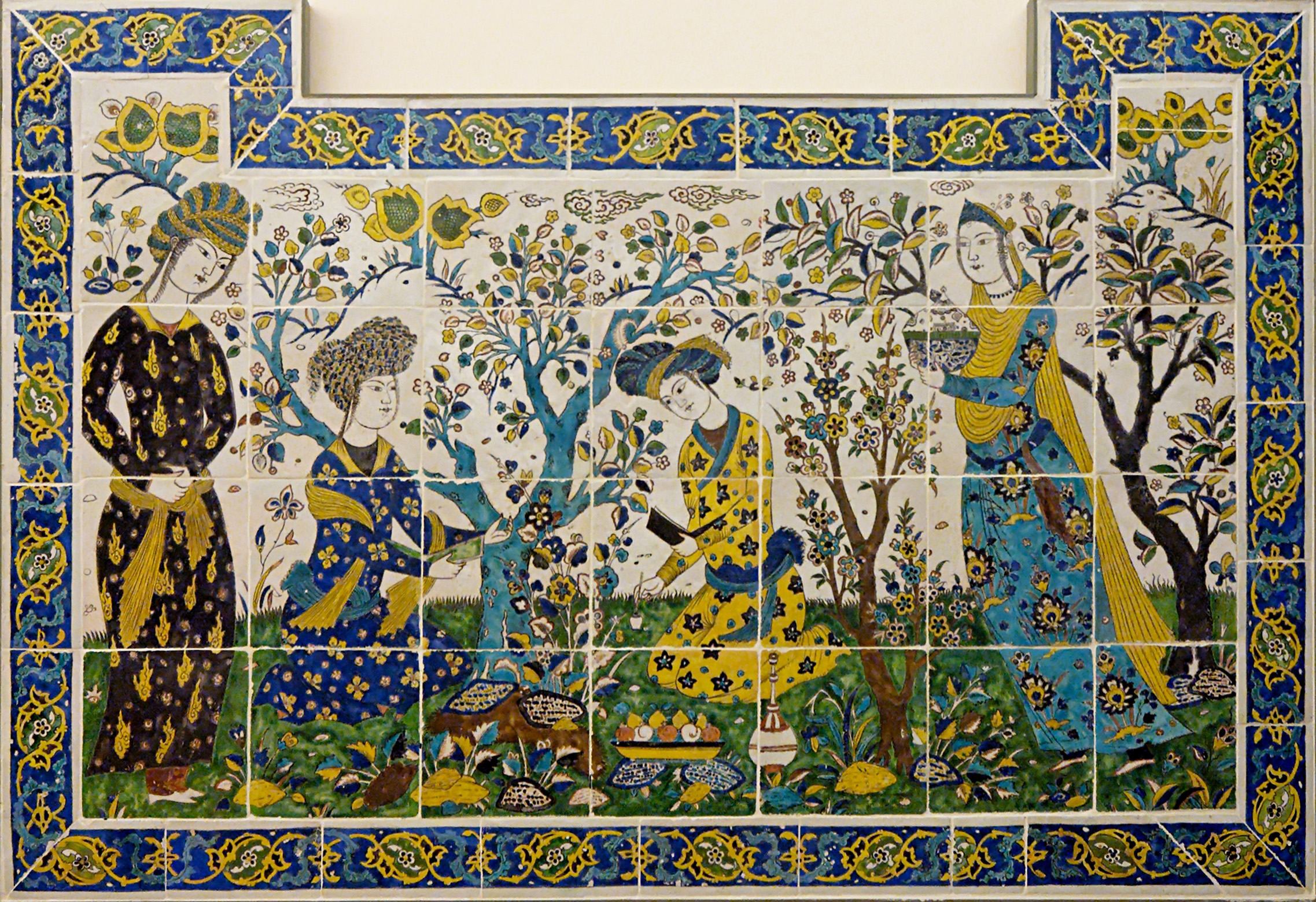
Azulejo Iranien du siècle XVII réalisé avec la technique de corde sèche. Musée du Louvre.

La corde sèche peut être partielle ou totale selon que le décor couvre tout ou partie de la surface de la pièce céramique. Elle évite qu'il y ait un mélange de couleurs pendant la cuisson. On parle de « corde sèche fendue » (cuerda seca hendida) lorsque les séparations chromatiques entre les motifs décoratifs sont obtenues en ouvrant des sillons dans la pièce qui sont ensuite remplis avec un mélange de manganèse au moyen d'un corps gras tel que l'huile de lin. Enfin, les espaces délimités sont remplis avec les couleurs choisie.
La technique de la corde sèche ne doit pas être confondue avec la technique de cuenca ou arista. Cette dernière a recours à un moule pour former les fentes de l'argile tendre ; ces fentes sont alors remplis d'émaux de couleurs. Le moule assurait la répétition fidèle du motif, raison pour laquelle il fut fréquemment employé pour la réalisation de azulejos.